# ハレンチ学園
『ハレンチ学園』（ハレンチがくえん）は、永井豪による日本のギャグ漫画、およびそれを原作としたテレビドラマ、映画。『週刊少年ジャンプ』（集英社）において、1968年11号から1972年41号まで連載された。2018年、第47回日本漫画家協会賞文部科学大臣賞を受賞（授賞対象は永井豪の「全作品」）。
本項においては、続編や番外編等についても同じ『ハレンチ学園』シリーズとして紹介する。

## 概要
『週刊少年ジャンプ』の創刊号に読切短編として掲載、ジャンプ初の人気アンケート１位を獲得し、連載が決定した。これが向後、ジャンプの新人デビューのフォーマットとなっていく。
当時の少年漫画としては過激な表現で物議を醸し社会現象になった、永井豪の出世作であり代表作の一つ。現在に至るまで新作が描き継がれており、50年を超える執筆期間は永井豪作品の中でも最長である。
また手塚治虫、高橋留美子、吾妻ひでお、山本直樹などの漫画家に多大な影響を与えたことでも知られる。

## 構成
『週刊少年ジャンプ』連載時は、便宜上、内容によって大きく3部に分けられる。
　第1部：ハレンチ学園小学部編
　第2部：聖ハレヤカ学園〜聖ハレンチ女学園編
　第3部：ハレンチ学園中学部編
　(この後の単発の続編は、全て１部〜３部の番外編)
この後、永井豪名義の執筆作品で、連載の体裁を取ったのは『平成ハレンチ学園』と『ハレンチゴルファー十べえ』の２作(詳細は「連載時期」を参照)。

## 評価・影響
第1部連載中期の1969年（昭和44年）14（7/24）号にて、丸善石油（現コスモ石油）「100ダッシュ」のCMで小川ローザのスカートがまくりあがり『Oh！モーレツ！』という内容を元に「モーレツごっこ」を登場させ、スカートめくり流行の一因となった。
1970年1月8日と9日、『朝日新聞』『毎日新聞』が『ハレンチ学園』を紹介したことで、多くの大人の知ることになり、本作を巡る騒ぎが拡大したものと見られる。なお、『朝日新聞』は永井本人や擁護派の意見も載せており、『毎日新聞』も紹介程度の内容であり、本作を一方的に非難するという記事ではない。
主に問題とされたのは2点、性描写と教師批判である。
1970年1月に三重県四日市市の中学校長会が問題視し、四日市市少年センターが三重県議会に有害図書指定を働きかけるが実現には至らなかった。同年には福岡県でも問題になった。『少年ジャンプ』編集部へも、各地のPTAや教育委員会から多数の苦情が寄せられた。
PTA等からの激しい批判の標的となり、作者の人格攻撃にまで発展。ただ永井本人としては、学生時代に教諭が女子生徒の体を触り、その場は教諭個人の冗談を含む一過性の性的揶揄と思ったが、後で隠れて泣いている女子生徒を目の当たりにし、その目撃談を元にデフォルメして作品を描いたという経緯であって、糾弾にまで至った事に困惑していた。
一方、批判ばかりでなく擁護の声もあり、『週刊少年ジャンプ』で活躍していた教育評論家の阿部進はその筆頭であった。阿部は会合に出かけて議論すると共に、テレビ出演して擁護を行った。『毎日新聞』は1970年1月19日の社説で規制に疑問を呈し、2月6日の記事でも子供の精神発達の阻害になる可能性は少ないとの記事を掲載し、『少年ジャンプ』編集部には読者から多数の応援の手紙と電話が寄せられたという。警視庁少年防犯関係者も「大したことはない」と問題視していなかった。
後年の永井は、当時の糾弾者達は、ハレンチ描写よりも、余りに理想の教師像からかけ離れた教師達の描写を問題視したのではないかという推測を述べている。評論家の石子順造や編集部員だった西村繁男も同様に、教師という権威をからかったのが怒りを買ったのだと見ている。
これを逆手に取り、1970年に連載されていた第1部後半では「ハレンチ大戦争」と題するハレンチ学園と「大日本教育センター」の教育関係者たちとの戦争に突入した。この批判派（＝既存権力側）対漫画（＝若者・子供）の構図は、敵も味方もなくただ倒れていくのみという激しい展開を生む。永井は、当時の教育制度に対しての痛烈な皮肉と、戦争を生むのは醜い人間の欲望と偏った思想であるとの思いを込め、この戦争描写を展開させた。
一方、ギャグ漫画としては、登場人物が、自分たちの創造者＝「神」である作者に対して、死の不条理を拒否し、異議を申し立てるという、メタフィクション的なギャグまで生み出した。
1970年、日活で映画として映像作品化。他にも数社から映画化の話が持ち込まれたが、永井本人は日活を見込んで日活による映画化を希望した。しかし、日活が永井の希望を満たすことはなく、永井は映画の出来に落胆したと語っている。読者からもイメージが違うとのクレームが永井に寄せられた。
同年には、日活版の監督だった丹野雄二が東京12チャンネル(現：テレビ東京)に企画を持ち込んでテレビドラマ化された。こちらの主演の児島美ゆきは好評を得たと永井は述べている。「大戦争」と同時期の作品だけに原作とした話は比較的大人しい連載初期が元になっていたため、当時としては挑発的なハレンチ描写こそあれど、物語の構造自体はあくまで学園内の大人と子供の戦い程度の図式に留まり、原作のような過激な展開は見せていない。
2010年より『週刊漫画ゴラク』（日本文芸社）で連載されている永井豪の自伝的漫画『激マン!』において、主人公である「ながい激」は『ハレンチ学園』の連載を終了することになったのは、主に当時連載の始まった『デビルマン』の執筆で異常なまでに体力を消耗するので連載を減らしたいと思ったことであるとし、ジャンプ側に対し、第1部で主要キャラクターの多くが死んでしまったことやストーリーが迷走し始めたこと、などが理由であると説得している。ジャンプ側は連載終了を渋ったものの、『男一匹ガキ大将』の台頭もあってか、結局連載終了は円満に認められる事になった。
しかし、実際には『ハレンチ学園』最終回の翌週から『少年ジャンプ』で『マジンガーZ』の連載が開始されたため、すぐには連載作品を減らすことはできなかった。
その人気ゆえに、連載終了後も数誌に渡って続編や番外編・外伝が読み切り短編として掲載、あるいは連載されている。また本編のキャラクターたちが設定を変えつつも他作品に客演することも多い。
なお、ハレンチ＝破廉恥とは本来、恥知らず、厚顔無恥といった意味であり、本作の流行により、以降性的、エッチといった意味合いが付加されていった。

## 連載時期
- 第1部
  - 1968年(昭和43年)8/1創刊号（週刊化前）読みきり掲載・他短編(10/24号、11/7号)を挟んで連載へ 1968年12/26号〜1969年(昭和44年)10/13号、1969年11/3号～ 1970年（昭和45年）5/25号、6/15号～7/20（30）号
  - 「少年ブック」(1969年4月号)、「増刊少年ジャンプ」(1969年6/3号、8/31号)にも掲載あり。
  - 「ハレンチ学園小学部」が舞台。山岸八十八たちの、入学式(一年生)から一気に飛んで、五年生、六年生での物語が描かれる。山岸は子分のイキドマリとコンビを組んで、クラスメートの柳生みつ子(十兵衛)、アユちゃんたち女子生徒を守り、ヒゲゴジラたち教師のセクハラ、パワハラ、横暴と戦うが、実はみつ子は柳生流免許皆伝の腕前だった。
  - 「ハレンチ大戦争」はこの部に含まれる。永井自身はハレンチ大戦争で物語世界を完結したのだが、編集部の強い意向により第1部完という形となった[13]。
  - サブタイトル(週刊少年ジャンプ)
  - 1	1968年1号　読切 ハレンチ学園(授業参観日の巻)
  - 2	1968年7号　読切 トイレット作戦の巻
  - 3	1968年9号　読切 逆襲ヒゲゴジラの巻
  - 4	1968年11号　新連載「ハレンチ一家」の巻
  - 5	1969年1号　大脱線スキー学校の巻
  - 6	1969年2号　ハレハレ大合戦の巻
  - 7	1969年3号　ああおとうさまの巻
  - 8	1969年4号　身体検査の巻
  - 9	1969年5号　作戦“H”の巻
  - 10 1969年6号 十兵衛逆襲の巻
  - 11 1969年7号 ハイキングの巻
  - 12 1969年8号 ハレンチ峠の巻
  - 13 1969年9号 クラスがえの巻
  - 14 1969年10号 大混戦の巻
  - 15 1969年11号 大乱戦の巻
  - 16 1969年12号 ハレンチ砦の決闘の巻
  - 17 1969年13号 マカロニ先生登場の巻
  - 18 1969年14号 モーレツごっこの巻
  - 19 1969年15号 オー!ノー!!の巻
  - 20 1969年16号 海は広いな!の巻
  - 21 1969年17号 嵐の蛮人島の巻
  - 22 1969年18号 妖怪大作戦の巻
  - 23 1969年19号 丸ゴシ先生バンザイの巻
  - 24 1969年20号 赤い嵐の巻
  - 25 1969年21号 紅の十字架の巻
  - 26 1969年22号 やったぜ!山岸の巻
  - 27 1969年23号 さいはての牧場の巻
  - 28 1969年24号 マカロニ先生大活躍の巻
  - 29 1969年25号 今週は家庭訪問の巻よ!!
  - 30 1969年26号 女の先生の場合は…の巻
  - 31 1969年27号 カジノハレンチの巻
  - 32 1969年28号 忍者十兵衛の巻
  - 33 1970年1号 金の亡者の巻
  - 34 1970年2・3号 学園あらしの巻
  - 35 1970年4・5号 ふんだりけったりの巻
  - 36 1970年6号 カルタとりの巻
  - 37 1970年7号 オー!イキドマリの巻
  - 38 1970年8号 美女と野獣の巻
  - 39 1970年9号 ハレンチ運動会の巻
  - 40 1970年10号 ブルブル殺人作戦の巻
  - 41 1970年11号 やったぜ!ヒゲゴジラちゃんの巻
  - 42 1970年12号 水中レビューの巻
  - 43 1970年13号 ヒゲゴジラの涙の巻
  - 44 1970年14号 ハレンチ大戦争の巻
  - 45 1970年15号 知らぬがホトケの巻
  - 46 1970年16号 戦場づくり
  - 47 1970年17号 十兵衛ガンバルの巻
  - 48 1970年18号 マカロニ先生奮争!の巻
  - 49 1970年19号 決戦のとき来る!の巻
  - 50 1970年20号 最終回の巻
  - 51 1970年21号 忍者集合の巻
  - 52 1970年22号 アア無情の巻
  - 53 1970年25号 泣くな山岸の巻
  - 54 1970年26号 援軍来たる!の巻
  - 55 1970年27号 校長帰るの巻
  - 56 1970年28号 まっかな血の花の巻
  - 57 1970年29号 真珠の涙の巻
  - 58 1970年30号 ああ ハレンチ学園の巻
  - 「少年ブック」(1969年4月号)読切(お花見授業の巻)
  - 「増刊少年ジャンプ」(1969年6月)読切 新入生の巻
  - 「増刊少年ジャンプ」(1969年8月)読切 ヒゲゴジラ故郷へ帰るの巻
- 第2部
  - 1970年（昭和45年）8/24（35）号〜1971年（昭和46年）2/8（7）号
  - ハレンチ大戦争から3年、山岸八十八は、妹・マミの通う聖ハレヤカ学園に復学するが、そこで15歳で大学を卒業し教師となっていた十兵衛と再会する。ヒゲゴジラの暴動に巻き込まれて学園にいられなくなった十兵衛は、新たな転勤先、聖ハレンチ女学園を叩き潰すために乗り込んでいく。山岸も妹のマミと十兵衛を追って、聖ハレンチ女学園に入学する。
  - サブタイトル
  - 59 1970年35号 山岸復活の巻
  - 60 1970年36号 運命のめぐりあいの巻
  - 61 1970年37号 十兵衛復活の巻
  - 62 1970年38号 ヒゲゴジラ大ハッスルの巻
  - 63 1970年39号 あかずの間の巻の巻
  - 64 1970年40号 かなしい恋のものがたりの巻
  - 65 1970年41号 さらば『ハレヤカ学園』の巻
  - 66 1970年42号 ハレンチ女学園の巻
  - 67 1970年43号 絶体絶命!!の巻
  - 68 1970年44号 山岸八十子の巻
  - 69 1970年45号 マミちゃんピンチの巻
  - 70 1970年46号 正義のみかた参上!!の巻
  - 71 1970年47号 ハレンチ決戦の巻
  - 72 1970年48号 われ、はやまったりの巻
  - 73 1970年49号 女ごころの巻
  - 74 1970年50号 女ひとり…の巻
  - 75 1970年51号 美しいめギツネの巻
  - 76 1970年52号 プロポーズの巻
  - 77 1971年1号 ゴロツキ兵の巻
  - 78 1971年2号 ご幼少妻の巻
  - 79 1971年3・4号 雪の上の結婚式の巻
  - 80 1971年5・6号 すごい関係の巻
  - 81 1971年7号 永遠なるハレンチ魂の巻
- 第3部
  - 1972年（昭和47年）1/1（1）号〜6/5号、1972年（昭和47年）6/19号～9/25（41）号
  - 「ハレンチ学園中学部」が舞台。山岸は、新たな子分のニキビ、レンズと共に、学園の騒動を時には収め、時にはあおって被害を拡大させる。十兵衛は幼な妻の専業主婦(？)。
  - 連載時はサイドストーリー「ヒゲゴジラ伝」が間に挟まり、その頭から第4部と称されていたが、その前後は同一設定上のストーリーのため、ここでは「ヒゲゴジラ伝」も含めて第3部とする。
  - サブタイトル
  - 82 1972年1号 ●山岸登場の巻
  - 83 1972年2号 新装開店ハレンチ学園の巻
  - 84 1972年3・4号 ●一時間目の巻
  - 85 1972年5号 ●二時間めの巻
  - 86 1972年6号 ●三時間めの巻
  - 87 1972年7号 ●パンティーちゃんは水をふくむか!の巻
  - 88 1972年8号 ●山岸先生の巻
  - 89 1972年9号 ●パンティーちゃんが凍ったの巻
  - 90 1972年10号 ●四時間めの巻
  - 91 1972年11号 ○乱戦 自習時間の巻
  - 92 1972年12号 ●けんかクラブの巻
  - 93 1972年13号 ●助っ人参上の巻
  - 94 1972年14号 ●スパゲッティはミートがいっぱいの巻
  - 95 1972年15号 ●美女たい美女の巻
  - 96 1972年16号 ○なぐりこみ十兵衛の巻
  - 97 1972年17号 十兵衛危機一髪の巻
  - 98 1972年18号 第4部・ヒゲゴジラ伝 ●誕生の巻
  - 99 1972年19号 ■おさななじみのハゲゴジラの巻
  - 100 1972年20号 ■新入学の巻
  - 101 1972年21号 ○やってきた転校生の巻
  - 102 1972年22号 ●恋がたきの巻
  - 103 1972年23号 ●女神がにくいの巻
  - 104 1972年24号 ■女神作戦の巻
  - 105 1972年26号	●女神が ほんとにニクイの巻
  - 106 1972年27号 ○宿命のライバルの巻
  - 107 1972年28号 ●スイートホームの巻
  - 108 1972年29号 ●真夜中の巻
  - 109 1972年30号 ●カビゴジラの巻
  - 110 1972年31号 ●カビゴジラ旋風の巻
  - 111 1972年32号 ●十兵衛カビたいじの巻
  - 112 1972年33号 ●十兵衛カビせいばつの巻
  - 113 1972年34・35号	●やってきました夏休みの巻
  - 114 1972年36号 ●ハレンチ夏学園の巻
  - 115 1972年37号	●南海の大決闘の巻
  - 116 1972年38号 ●ハレンチ大乱闘の巻
  - 117 1972年39号 ●決闘 がんりゅう島の巻
  - 118 1972年40号	美蔵 破れたりの巻
  - 119　1972年41号　連載終了 美蔵狂乱 全裸の舞の巻

- 2部・3部・本誌連載終了後にも読みきり短編が月刊少年ジャンプ(別冊少年ジャンプ)に掲載された。
  - 「ハレンチン・シュタインの巻」1972年9/15号
  - 「ハレンチ学園祭の巻」1973年7月号
  - 「カラーパンティーぼくめつ作戦の巻」1974年8月号。以上は第3部の続編。
  - 「制服きまる!?の巻」1976年11月号、1977年5月大増刊号(再録)。作画はよしかわ進。第1部の続編。
- 『ガリキュラろぼちゃード・キーン』
  - 1978年(昭和53年)「週刊少年ジャンプ」1/30号〜2/6号掲載。
  - 「ガリキュラ学園小学部」が舞台。ハレンチ学園廃校後、転勤してきたヒゲゴジラ他の教師たちが、神様の力でロボット教師＝ロボチャーに変身、エリート教育に奮闘する。タイトルにハレンチの文字はないが、第3部からの正当な続編である(ただし、このエピソードのみ、山岸、十兵衛が登場しない)。永井豪漫画家生活10周年記念作品。
- 『平成ハレンチ学園』
  - 「週刊漫画ゴラク」(全２話)1994(H6)05/13，8/26号
  - 「週刊漫画サンデー」(全２話)1995(H7)12/05,12/12号掲載。
  - 「晴の地学園」(女子高)が舞台。山岸とイキドマリは22歳の新任教師。第１部での「ハレンチ大戦争」がなかったパラレルな世界観に基づくアナザーストーリーのため、死亡したはずのキャラクターも多数登場している。
  - 合わせてギャガ・コミュニケーションズによるオリジナルビデオ化（出演：松田千奈、山口祥行、今川杉作、水谷ケイ、石川萌、遠野奈津子、桑野信義、原田大二郎）、ケイエスエスによるアダルトアニメ化、ダイナミックプロによるPC-9800シリーズ用アダルトゲームが発売される。
- 『ハレンチゴルファー十べえ』
  - 週刊パーゴルフ別冊「コミックビッグゴルフ」vol.１〜vol.６(学習研究社/2005年)に掲載。全6話。
  - 「ハレンチ学園小学部」が舞台。第1部の続編だが、第3部の設定を引き継いでいる部分もある。ハレンチ大戦争から30年後という設定だが、『ガリキュラろぼちゃード☆キーン』でつぶれたはずのハレンチ学園がしっかりと存続しており、ヒゲゴジラ、丸ゴシら教師たちも定年退職せずに勤務している。それどころか山岸・十兵衛も全く歳を取らず六年生として在籍中であり、イキドマリとアユちゃんもあの悲惨な死に様を忘れたかのように元気に生きている。ゴルフ雑誌に連載された関係で、一応、毎回ゴルフの試合が展開されていたが、勝負の結果よりも女性キャラクターたちがいかに衣服を剥奪されるかが主軸になっていた。
- 2007年、脚本・近藤雅之、漫画・有賀照人の『ハレンチ学園2007』が「ビジネスジャンプ」新年4号、「ビジネスジャンプ増刊BJ魂」33に掲載される。その後、有賀照人により舞台を企業としたリメイク「ハレンチ学園 〜ザ･カンパニー〜」を連載。
- 2022年、『デビルマン』『マジンガーＺ』50周年記念『永井豪本』(小学館)にて、27年ぶりの新作『新装開店ハレンチ学園』(34ページ)が描き下ろされた。内容は第一部読み切り第一話のリメイクであるが、十兵衛が転校生であったり、途中登場のマカロニが最初から教師としているなど、異同がある。

## 書籍

### 単行本
- ジャンプコミックス 全13巻（集英社、1969年）
- 集英社漫画文庫 全12巻（集英社、1976年）
- KCスペシャル 全7巻（講談社、1988年）
- 徳間コミック文庫 全7巻（徳間書店、1995年）※「制服きまる!?の巻」初収録
- 劇画キングシリーズ 全6巻（小池書院、2007年）※『平成ハレンチ学園』収録
- 50周年記念愛蔵版 全6巻(小学館、2018年)※「ヒゲゴジラ伝」割愛
- ＧＳコミックス ハレンチゴルファー十べえ (Gakken、2005年)

### 選集等
- いきなり最終回 PART2（JICC出版局、1991年） - 最終回を掲載。永井豪へのインタビューもあり。
- 永井豪ショッキング・エッチコレクション ＫＣデラックス（講談社、2003年）
- 永井豪 美少女マンガコレクション Go-Go Girls! 1968-73（復刊ドットコム、2014年） - 「モーレツごっこの巻」と「オー! ノー!!の巻」を掲載。
- 永井豪ＳＦ傑作集６ ＫＣマガジン (講談社、1978)
- 永井豪ＳＦ傑作集② ＫＣスペシャル 電送人バルバー (講談社、1987年)
- COMPILATION 永井豪ギャグ傑作選 JUMP COMICS SELECTION 第１巻 迷惑探偵!! イボ痔小五郎（集英社、1999年）

３冊とも「ガリキュラろぼちゃード・キーン」を収録。

## 主な登場人物
（ ）内が本名

### レギュラー
親分（山岸八十八）
暴れん坊だが純情な主人公。肉屋の息子。女装時は「八十子（やそこ）」と名乗る。
常に女の子たちの味方かつ助っ人で、教師たちの天敵。もっとも、身体検査の時には女医に変装して女子のヌードを見ようとしたり、「モーレツごっこ（スカートめくり）」を学園中に流行らせたり、修学旅行では女の子の入浴を覗こうとしたり、後のエッチマンガのフォーマットとなる設定を数多くこなしている元祖でもある。第2部では「あの全国的に有名な色キチガイ（後の版では「色キチ」と短縮化、さらに「ハレンチ生徒」と変更）」とその名が知れ渡っていることが示された。しかし、いざヌードを目の前にすると目を回して気絶することもしばしば、第3部では、中学生になっても夫婦が夜に何をするのか知らないほどに奥手である。十兵衛がうっかりノーパンで学園に来てしまった時には身を挺して「モーレツごっこ」の被害から守り、正月には教師たちが仕掛けた「パンツかるた」から女子たちを救い出すなど、数々の事件で義侠心を発揮した。
第1部最終回で、ハレンチ大戦争のさなか、十兵衛ともども敵に突撃して生死不明となるが、第2部再開にあたって生きていたことになった。ハレンチ戦争の際、それと知らずに両親を射殺してしまっている。家業を継いで肉屋になるが、義務教育を３年間サボったために、小学６年生に復学した時点で15歳になっている。第2部最終回で、88歳になって未だ壮健な姿を、妻の十兵衛ともども見せた。
『平成ハレンチ学園』では22歳になり、女子校「晴の地学園」に新任教師として赴任する。ただし「ハレンチ戦争」以降の歴史が「なかったこと」にされたアナザーストーリーであるため、独身という設定になっている。
『ハレンチゴルファー十べえ』では、一転して、30年後の世界であるにも関わらず、未だに小学生で、十兵衛のキャディをいそいそと務めている。

十兵衛（柳生みつ子）
忍者一族の末裔、黒髪、ロングヘア―の美少女。本名の漢字表記は「柳生充子」(『鋼鉄神ジーグ』より)。本作のメインヒロインで、山岸との出会いは、不良に絡まれていたのを助けられて以来。一見、清楚でおしとやかだが、すぐに柳生宗家の末裔であり、新陰流の免許皆伝であることを知られて「十兵衛」とあだなを付けられる。
祖父・但馬(『キッカイくん』の摩訶フユカイ)、祖母、母(『レシーブちゃん』のダイマチ先生)、婿養子の父（永井豪）、弟・宗冬（史実の柳生三巌の弟と同じ名前）の6人家族。一家（父除く）で徳川家再興のため、軍資金集めの泥棒を働くのが稼業。もっともそれは名目にすぎず、実際は自分たちの遊興費集め、贅沢三昧のためである。教師の悪行は許さないが、自分の泥棒稼業には嬉々として勤しむという、他人に厳しく自分に優しい調子のいい性格をしている。ハレンチ戦争で、宗冬を残して、仲間の忍者軍団(後述の白土三平・横山光輝連合軍)ともども全滅した。十兵衛もまた山岸と教育センター軍に突撃し、生死不明となった。
ところが第2部ではやはり生きていたことになり、聖ハレヤカ学園で山岸と運命の再会をする。25代目柳生十兵衛三厳を襲名、右目を伊達眼帯で隠し、15歳にして大学を卒業して教師となっていた。この頃からもみあげの毛を伸ばし、一見、大人びた美人に成長している。しかしその内面は大いに変化しており、ハレンチ戦争を経験したことから全てのエッチ行為を憎み、この世からあらゆるエッチを撲滅しようと決意するようになっていた。ハレンチ女学園への転任をあっさり受け入れたのも、「ハレンチ」と名のつく存在を許せなかったからである。相変わらずエッチな山岸とは、時折対立するようにもなった。ただ、どこか天然な性格には変わりがなく、エッチなヌードは許せないと、風呂にも着物のままで入る始末である。それほどの決意があったにも関わらず、最終回で、金目当ての山岸たち生徒全員にプロポーズされると、あっさりと色ボケにもどってしまった。88歳になったある日、ハレンチ学園時代を「人間が人間らしく自由に生きられた時代」だったと回顧する。
第3部では中学生になった山岸の幼な妻になるが、相変わらず山岸のことは「山岸くん」と呼び、裸を見られるのはやはり恥ずかしいと感じている。その割に、露出度は第3部が一番多い。第1部・2部では、窮地を山岸に助けられることが何度もあったが、逆に山岸を助ける場面の方が多くなっている。
人気の高さゆえに、次作『マジンガーZ』にもヌードでゲスト出演している。
アナザーストーリー『平成ハレンチ学園』では、オリンピック10種目に出場、全ての競技で金メダルを取る万能選手として再登場。山岸とは小学生以来の再会という設定になっている。
『ハレンチゴルファー十べえ』で初めてタイトルロール、主役を演じた。山岸と同じく30年経っても小学生のままで、ゴルフ部を代表する名人として登場、数々のライバルと激闘を繰り広げる。

ヒゲゴジラ先生（吉永さゆり）
全三部、外伝に至るまですべての『ハレンチ学園』に登場する唯一の教師。口の周りにひげを生やし、虎の毛皮を着て、原始人のような風貌をしている。あだ名の由来は「ヒゲとゴジラ」からで、本名は実在の女優と同じ吉永小百合。永井豪の初連載作品『ちびっこ怪獣ヤダモン』の登場人物を『ハレンチ学園』に流用したキャラクター。『ウルトラスパイ ヒゲゴジラ』『ゴジラが行く』ほか、初期の永井豪漫画に多数出演している。
ゴジラ一族の一員で、他のゴジラたちも概ね似たようなスタイルをしている。いとこにハゲゴジラ（酒井和歌子）が、他にデブゴジラ、毛ゴジラ、チビゴジラ、インテリゴジラ、ヤブゴジラなどがいるが、基本的に何人いようが役に立たない。
喋り方はいわゆるオネエ言葉。しかしオカマというわけではなく、妻帯者で、連れ合いは清純スターの吉永千恵子。さらにおユキちゃんという美人の不倫相手もいる。使用武器は棍棒。
昭和十六年十二月八日、ゴジラ谷生まれ。ここで女の子のように育てられたことが、変態的な性格形成に大きな影響を与えた。幼馴染のギドラちゃん(♀)とは、いじめられ、いじめ返す間柄。昭和二四年に小学校に入学、ここで終生のライバルである丸ゴシと出会う。中学校でチカン冤罪で少年院送りになるも首席で卒業、エスカレーター式に刑務所に入学、教師になるため退所した。教師を志望した動機は、子供のころから女の子にいじめられ裏切られ続けた恨みから、先生になれば女の子を合法的にいじめられると考えたため。
実際に、授業をそっちのけで生徒たちをいじめることを生きがいに、数々の策略を巡らしている。しかしそのことごとくが山岸たちによって返り討ちにされ、煮え湯を飲まされる羽目に陥る。あまりにも生徒たちが授業を放棄してばかりなので、給料を下げられ続けている。その穴埋めのためか、校内で賭けマージャンを行ったり、非合法カジノを開いたり、少女ヌードを撮影しようとしたりと、金儲けの算段に余念がない。
第1部最終回で、屍の山の中ただ一人重傷を負いつつ生き延びようとあがく。第2部では生きのびていたことになり、「聖ハレヤカ学園」の看板の「ヤカ」に「ウ×チ」をなすりつけて「ハレンチ学園」にしてしまう。この時、サイボーグ化した描写があったが、第3部で数学教師として再々登場した時は、その設定はなくなっている。
『ガリキュラろぼちゃー ド・キーン』では、神様の力でロボットティーチャーとして生まれ変わるが、変身間際で神様を疑ったせいで、何の特殊能力も与えてもらえなかった。
『平成ハレンチ学園』では、女装して「晴の地学園」の校長に収まっていた。幽体離脱装置で霊体になり、またまた女子生徒たちを襲ったが、山岸に機械を破壊されて人間体に戻れなくなった。
『ハレンチゴルファー十べえ』では再びロボット設定や霊体設定がリセットされて、ハレンチ学園小学部の教師を続けている様子。殆ど活躍がなく、十兵衛のキャディーを務めた時には賭けヌード勝負で彼女をいかに裸に剥くかだけに腐心していた。最後は仁面亀男のシャツの模様になって扱いの酷さに嘆いていた。
永井豪キャラ総登場の『バイオレンスジャック』「魔王降臨編」では、本名・吉永団鉄と、『ガクエン退屈男』の江戸門団鉄との合体キャラとなって、リアルな劇画タッチのデザインで登場。悪魔に乗り移られ、「ダンテ」(魔王ダンテ)と名乗り、山岸たちやジャックと戦った。ダンテ教を開き、丸ゴシ、マカロニ、パラソル、ドラキュラらを従えている。

炎天家冷奴（永井豪）
作者・永井豪本人。丸顔に鼻のない笑顔で描かれることが殆ど。初出は『アラーくん』で、このときから羽織姿の和服で扇子を持った落語家スタイル。言葉の語尾に「～ガス」と付けるのが口癖。『ハレンチ学園』では主にナレーターを務めるが、ダイナミック牧場のボスや、柳生みつ子の父親役、テンガロンハットの先生役、山岸のクラスメート(♀)役、魔法の鏡の精役、教師たちをロボチャーに変身させた神様役など、他の役での出演も多い。
しかし第1部「ハレンチ大戦争」編の後半では、状況が悲惨になるにつれ、登場人物たちからの非難、糾弾を一切無視して陰に隠れ続けた。
第3部の冒頭のみ、永井豪本人にそっくりだという理由で高倉健の写真(『日本侠客伝』から)で登場したが、後の単行本では山岸のイラストに差し替えられている。

### 第1部
丸ゴシ先生（荒木又五郎）
極貧の学園の教師。天下の豪傑・荒木又右エ門の子孫。空手五段、槍術も名人級。褌に「お買い物は丸ゴシ（丸ゴシ・デパート）へ」と広告を入れて家計の足しにしている（ネーミングのもとは永井の出身地石川県の老舗、丸越百貨店）。ヒゲゴジラとは小学三年生以来のライバルであり親友。連載前の読み切り『授業参観日の巻』で十兵衛の担任として初登場。『ハレンチ学園』に最初に登場した教師である。永井によれば、最初のデザインでは普通のいでたちをしていたが、どうにも面白くないと下半身をふんどしにしてから乗って描けるようになったという。当初、槍は使うが痩せた情けないキャラだったが、連載開始後、太って怪力になり、山岸たち生徒にとって最大の敵となった。女子生徒たちを学校に監禁する事件（「金嬉老事件」のパロディ）を起こして逮捕されるも刑期を終えて出所、復讐を誓って山岸・イキドマリを裸にして磔にする。十兵衛たちの逆襲に遭って、他の先生たちとともに磔にされる。第1部最終回で槍を片手に突撃、敵の教育センター所長を突き殺し、もろともに爆死したように見えたが、のちに3部「ヒゲゴジラ伝」のラストで、隻眼になってはいたが、生存が確認された。再び監禁事件を起こしての再登場だったが、今度は特に逮捕されることもなく、すんなりと学園の教師に復帰した。
『ガリキュラろぼちゃー ド☆キーン』では、エリート学校の普通の教師に戻っているため、褌姿ではなくなっている。ロボチャーになった時には右手がハンマー、左手が十徳ナイフになっていた。
『平成ハレンチ学園』にも登場するが、女に性転換していた。やはり「ハレンチ戦争」が起きなかった世界であるため、隻眼の設定はなくなっている。
『ハレンチゴルファー十べえ』では他の先生同様、ギャラリーに徹していて、乱闘騒ぎになると参戦する程度。最後は仁面亀男の先生Tシャツの絵柄の一つになっていた。
イキドマリ（袋小路）
山岸の幼馴染で忠実な子分。親分のエッチ行為に付き添って、自分もおいしい目を見ることを生きがいとしているが、山岸が学園外でもチカン行為をしていることを知ってショックを受ける。自分も子分体質から脱却して一人前のチカンになろうとして満員電車に乗り込むが、あっさりバレて失敗、自棄になって親分を襲ったこともある。ハレンチ大戦争の際は、「自分は準主人公なので戦死するはずはない」と楽観視していたが、山岸に「この作者は登場人物のことなんて考えちゃいねー」と否定され、結果、過酷な戦況に耐えられず、自暴自棄的な自殺のような形で戦死してしまう。
しかし『平成ハレンチ学園』では作者の確信のもとに何の説明もなく生き返っている。山岸同様に「晴の地学園」の教師となる。第一部では名字が袋小路、下の名前は不明であったが、「袋」が名字で「小路」が名前ということになった。『ハレンチゴルファー十べえ』では再び「袋小路」が名字。
アユちゃん（鮎原あゆ子）
みつ子と並ぶ学園一の美少女。ツインテールにリボンが目印。一人称は「アユ」。十兵衛が登場しないエピソードでヒロインを務めることも多く、その時にはなにかと脱がされそうになる。ヒゲゴジラが少女ヌードで一儲けしようとたくらんだ時にターゲットに選んだのもアユちゃんだった。大人しそうだが、男の子たちの横暴に対抗してプロレスでの決闘を山岸に申し込んだ時には、投げ技に長けていることを示した。第1部最終回で、爆風で吹き飛んだパンティを取ろうとして激戦の中に取り残され、銃撃で真っ二つにされた。永井は、彼女の凄絶な死で、もう作品が後戻りできなくなったことを自覚したという。
『ハレンチゴルファー十べえ』で久々に登場。ツインテールの髪型は変わらないが、前髪を垂らしたデザイン変更がある。第1部ではヌードになりこそすれ、乳首を出す描写はなかったが、ほぼ全編にわたって完全ヌードを披露している。
永井豪キャラクター総登場の『バイオレンスジャック』によれば、本名は「あゆ子」（『死神警察編』）ないしは「鮎原」（『魔王降臨編』）、『バラバンバ』では「鮎原亜由子」、ショウワノートから発売されたショウワの絵ノートでは「浅井ゆき子」（蛭田充の本名のモジリ）であるとされている。
ターちゃん
山岸のクラスメートで、クラスの女の子たちのまとめ役。本名は不明。ショートヘアでボーイッシュ、一人称は「おれ」。性格はかなり乱暴で、ヒゲゴジラをとっちめた「トイレット作戦」の立案者は彼女。たまに自分が女子であることを忘れることもある。初期は出番が多かったが、連載が進むにつれ、十兵衛とアユちゃん以外のヒロインの作画がアシスタント（主に岡崎優）任せになったためか、登場しなくなった。第3部にも「女ヤマギシ」と呼ばれる似たデザインのキャラが登場するが、ハレンチ大戦争を生き延びた同一人物かどうかは不明。
フウセン
小柄なのを利用して、他のクラスの偵察係を務めている山岸たちのクラスメート。『ハレンチゴルファー十べえ』にも似たキャラが登場しているが、別に小柄ではない。
パラソル先生
学園の教師。髪の毛が二本だけ生えているハゲ頭(後に完全にハゲになる)で、口ひげを生やし、パラソルを開いてスカートの形にしたものを頭からかぶっている。手には閉じたパラソルを持って、武器にしているが威力はない。着ているパラソルがおちょこになると前が見えなくなるのが弱点。九州弁のような「～バイ」が口癖。第1部最終回で戦死した。
『ガリキュラろぼちゃー ド☆キーン』では地理の教師として再登場。ヒゲゴジラたちと同じく、普通の格好でパラソルは被っていない。ロボチャーバージョンは頭が地球儀になっていて喜んでいた。
『平成ハレンチ学園』で再々登場。色情霊になり、男女問わず痴漢行為に及ぶ変態ぶりを発揮した。
『ハレンチゴルファー十べえ』にも登場するが、他の教師たち同様にモブ扱い。それでもヒゲゴジラ、丸ゴシに次ぐ登場回数を誇っている。
マカロニ先生（マカロニ・キッド）
あごひげを生やしたガンマンで、学園の教師。テンガロンハットにポンチョ姿、その下は裸で股間に銃を下げているのが基本スタイル。
『西部の用心棒マカロニちゃん』の流用キャラクターだが、元デザインはヒゲこそ生やしているが、山岸同様の子どもキャラ。
イタリアの鳥取県出身。刑務所に入った丸ゴシの代理でハレンチ学園に赴任してきた。前任校はイタリアのハレンチ学園で、そこでも起きていたハレンチ戦争でのただ一人の生き残り。初期設定では「男の子が好き」で、山岸にも襲い掛かっていたが、第3部で恋人（スパゲッティ・ジェーン）がいることが判明した。本人は知らないが娘も二人いる。修学旅行ではただ食い先の牧場を守ってダイナミック牧場の悪党たちを撃退した。第1部最終回でカッコつけたわりにあっさりと戦死した。そのスタイルは基本的には『荒野の用心棒』のクリント・イーストウッドをモデルとしているが、棺桶を引きずって現れるのは『続・荒野の用心棒』のフランコ・ネロのパロディ。
後の外伝で生き返ることの多い先生キャラの中でも、マカロニだけはほぼ死んだままだった。
人食い（亜振）先生
頭に髑髏をのせ、鼻の下にホネを付けた人食い人種のような格好をしている、学園の教師。モノクロページでは判然としないが、カラーページでは明らかに黒人。サ行音がはっきり話せず、語尾に「～でひゅ」と付けるのが口癖。ヒゲゴジラ、丸ゴシとは、一緒にハイキングに行くなど行動を共にすることが多い。第1部最終回で戦死した。シリーズには長らく登場しなかったが、『ハレンチゴルファー十べえ』でモフの一人ではあったが久々に顔を見せていた。
初期の名前「人食い」は後の版で「亜振」と改訂されたが、50周年記念愛蔵版では、名前自体が削除されている。新作『新装開店ハレンチ学園』ではついに存在そのものが抹消された。
ジルバー先生
髑髏マークのバンダナに左目にアイパッチ、ひげ面で、海賊の格好をした、学園の教師。ムチが武器。山岸たちが六年生になるクラス替えの司会を務めた（先生たちが、気に入った女生徒を分捕り合う）。第1部最終回で戦死した。
ドラキュラ先生
吸血鬼ドラキュラそっくりの教師。黒いマントの下はやはり裸で、股間には生きたコウモリが羽ばたいている。磔用の十字架の上でアユちゃんを襲った。『バイオレンスジャック』「魔王降臨編」にもヒゲゴジラ、丸ゴシらとともに再登場。
フランケン先生
顔はフランケンシュタインの怪物、首には赤ん坊用のよだれかけを付けている大男の教師。言葉はあまりうまく操れず、よく唸っている。スキー旅行では、教師全員が山岸たちに騙されて山頂に取り残され、たった一本のスキー板で滑走して下山せざるを得なかった際に、全員がフランケンにしがみついた。当然、滑落して全員が裸足で下山する羽目に陥った。
後半は登場しなくなり、ハレンチ大戦争でも消息は不明だったが、リメイク版の『新装開店ハレンチ学園』ではしっかり描かれている。
五エ門先生
頭は角髪（みずら）、全身裸で、股間を銅鏡で隠している変態教師。作者の『あばしり一家』のあばしり五エ門を流用したキャラクター。永井豪キャラクターシステムの代表格で、他にテレビリポーター役やダイナミック牧場のメンバーの一人やナミダのあそこにペンキを塗るクラスメート役(♀)でも出演している。現時点での最後の登場は『ハレンチゴルファー十べえ』のあばしり五エ門役で、オリジナルキャラに戻っての登場。先生役としても登場しているが、残念ながら同じシーンでの二人五エ門の共演はなかった。
モデルは永井豪の盟友・石川賢で、キャラクターとしてのデビューは『痴漢がゆく』。最初から痴漢の役であった。
ハレンチ大戦争で、舌先三寸で一年生の生徒たちを騙して敵に突撃させ、全員を戦死させたが、知恵のついた二年生には口車が通じず、逆に自分が突撃する羽目になって射殺された。
女の先生
第1部・ハレンチ学園での唯一の女教師。ロングヘアの美人。新任でハレンチ学園に配属されたものの、教師、生徒、双方から「ハレンチ学園の先生なら当然変態」と決めつけられて脱がされパニックを起こし、校外に逃げ出したところを警察に捕まり、精神病院に送られてしまう。
実写映画では「みどり先生」という名前が与えられた(演・うつみ宮土理／TV版・天地総子)。
セーラーマンらしき先生
顔はかわいいコックさん風で、頭にセーラー帽、首に浮き輪を付けた学園の教師。第1部最終回で戦死した。『ハレンチゴルファー十べえ』で再登場。
名前は不明で、見出しの仮呼称は「永井豪キャラクター図鑑」による。
フンドシリボンの先生
ハゲ頭から生えた一本毛にリボンを付け、ふんどしを胸元からちょうちょ結びにして垂らしている学園の教師。特撮ヒーローのような白い手袋とブーツをいつも（スキー旅館のお座敷など室内でも）履いている。第1部最終回で戦死したはずだが、『ハレンチゴルファー十べえ』で再登場。
見出しの名称は同じく「永井豪キャラクター図鑑」による。
小使
ハゲ頭から生えた一本毛、鼻水を垂らしたハレンチ学園の小使（こづかい）の老人。表記は後の版で「校務員」になった。昼寝ばかりでろくに仕事をしている様子がないが、たまに先生と生徒とのトラブルに出くわすと、弱い方の足を更に引っ張る悪辣な性格をしている。ハレンチ大戦争の勃発を最初に校内に知らせた。第1部最終回で戦死した。
ダイナミック牧場
修学「タダ食い」旅行中に、山岸たちが世話になった牧場を襲った隣の牧場主たち。当時のダイナミック・プロのメンバーがモデルで、ボスは永井豪（眼帯をして、いつもの永井キャラとは差別化を図っている）、浅井ゆきお（蛭田充）、石川賢、太田順一（桜多吾作）、岡崎優、小山田つとむらが部下。持っている銃はただのモデルガンで、相手に投げつけて倒す。マカロニの銃が本物であることに驚いて逃走する。
狼団
7人組の学園あらし。次々と学園を襲っては女の子たちを脱がして回ったが、山岸には返り討ちされた。実は全員が男装女子で、強い男を探すために学園あらしを続けていた。正体が明らかになった後、全員が山岸にプロポーズする。
将軍（大日本教育センター所長）
隻眼、白髪白髯の老人。ハレンチ行為に明け暮れる学園の内実を知って憤り、陸海空軍の一大軍事組織を結成して、自らも鎧甲冑に身を固めて陣頭指揮を執り、ハレンチ大戦争を勃発させた張本人。正義のために立ち上がったように見せかけてはいるが、それは大義名分に過ぎない。本音ではハレンチ学園に対する羨ましさや嫉妬の念を抱いていた。単に思い切り人殺しをしてみたかっただけで、合法的な戦争を仕掛けた狂人である。高齢のため、尻の穴が緩くなっており、しょっちゅう屁をこいたり、大便を漏らしたりしている。第1部最終回で、突撃した丸ゴシの槍に突き刺されて死亡した。
死神重工社長
ドクロのマークでおなじみの死の商人。ハレンチ大戦争がまたとない武器の宣伝になると、学園のスポンサーを買って出る。多量のマシンガンや手榴弾を山岸たちに提供し、戦争を拡大させる。ベトナム戦争の武器も供給していた。元ネタは永井豪の師・石ノ森章太郎『サイボーグ009』の黒い幽霊団(ブラックゴースト)。
西本アナウンサー
丸ゴシが監禁事件を起こした時の、テレビレポーター。貝塚ひろし作『父の魂』に登場する、メガネにちょび髭、左目の下に大きなほくろがある、東郷社長の秘書・西本を流用した越境キャラクター。丸ゴシに決死のインタビューを試みた。
デロリンマン
ジョージ秋山の同名タイトルのマンガ『デロリンマン』（「元祖」少年ジャンプ版）の主人公。ハレンチ戦争を止めるべく、三度戦場に赴くが、そのたびに爆撃に逢って顔面がどんどん崩壊していき、最後はデロデロリンマンになってしまう。
ライバルの「オロカメン」も「家庭訪問の巻」に登場して「オロカモノメ」という例の台詞を口にしていた。
ハレンチ大戦争には他に、白土三平『忍者武芸帳』『ワタリ』『サスケ』から影丸、ワタリ、サスケと猿飛忍群、横山光輝『伊賀の影丸』から、影丸と服部忍群がゲスト出演している。全て教育センターの近代兵器で殺戮された。
山岸の父
すだれハゲにちょび髭、でっぷりと太った山岸肉店の主人。肉切り包丁の腕前は超一級で、投げつけられたものを二刀流で真っ二つに斬ることができるほど。しかし、家庭訪問に来たヒゲゴジラの尻の肉を切って、食材に混ぜるあたり、衛生面には全く無頓着。息子の通信簿の成績をネタにしばき倒すのが生きがいだったが、山岸がヒゲゴジラを脅迫してオール５を取ったために、生きがいをなくしてしまった。ハレンチ大戦争に食材（死体）を探しに出かけたところを、息子にそれと知らずに射殺されてしまう。
山岸の母
山岸肉店を夫婦で切り盛りしているがさつで乱暴な母。息子のことは「ガキ」と呼んでいる。顔は山岸にそっくり。夫婦仲は非常によく、夫と協力して息子を暴力で鍛えてきた。ハレンチ大戦争で死んだ亭主の遺言で、その肉を店の肉に混ぜて売るつもりだったが、本人も山岸に射殺されてしまう。

### 第2部
山岸マミ
山岸の妹。第1部ではこまっしゃくれた小学生だったが、第2部ではショートヘアにカチューシャの美少女に成長、十兵衛よりも出番の多いヒロインの座を獲得する。典型的なお兄ちゃんっ娘で、八十八の「おさな２号さん」と自称しているが、十兵衛に百合的な好意も抱いている。両親の死後は兄妹二人で山岸肉店を切り盛りしている。通っていた聖ハレヤカ学園崩壊後は、聖ハレンチ女学園に転勤させられた十兵衛を追った兄・八十八を守る名目で自分も転校、ところが彼女を男と疑う教師たちや、実は全員女装男子の生徒たちによって、逆に危険な目に遭わされる。登場は第2部までで、ひまやら山を下山した後の消息は不明。
アレキ先生（ビクトリア・アレキサンダー）
第2部・聖ハレンチ女学園の女教師。通称「アレキ先生」。ザンバラの金髪、黒ビキニスタイルで、ブラジャーから長剣をぶら下げて武器にしている。剣を振るうとあそこが丸見えになるので、山岸は卒倒した。トックリ、ドスコイら女教師たちのボス。それまでは女学園のアイドル的存在だったが、十兵衛の転勤でナンバーワンの座を追いやられ、殺意を抱く。女学園がある米軍基地司令官の娘。基地には軍服を着た父がいて太っている。親に似ずナイスバディだが実は7歳。痔が弱点。一人称は「おれ」。
トックリ先生
第2部・聖ハレンチ女学園の女教師。両胸にトックリをつけ股間には酒瓶を紐で締めている。徳利を投げるが、十兵衛に打ち返され、股間の酒瓶を割られた。
髪型はおむすびのような三角形のもじゃもじゃパーマで、ガリガリに痩せている。
ドスコイ先生
第2部・聖ハレンチ女学園の女教師。まわしを締めた力士スタイル。なので、上半身は裸でかなり太っている。大銀杏の髷を結い唇がたらこのように太い。
外見に反し「ざます」奥様の口調で話す。
ゴム長先生
第2部・聖ハレンチ女学園の女教師。男物の黒いゴム長を烏帽子のように金髪の頭に被って、両手にハイヒールをはめ、両足に女物の白いゴム長を履いている（牧野大誓「長靴の三銃士」のパロディ）。
ほぼ全裸に長靴だけのファッションだが、不細工揃いの女教師の中では少女漫画のようなキラキラした瞳を持つ背の高い美人。ハイヒールには、通信機能が内蔵されており軍と交信でき、サブリーダー的なポジにいる。敬語で話す。女子生徒のなかから可愛い子を選抜してミニスカートとブラウスを脱がせ、校舎内も下着（パッド入りブラとパンティの膨らみを隠すスリップ）だけで少女用長靴を履かせた美少女たちの取り巻きを持つ。
中距離の敵は、両端に下駄のついた投げ縄でしばり、長距離の相手には、ハイヒールを手裏剣のように投げて中てる。短距離は股間の女草履で叩く。
おしゃぶり先生
第2部・聖ハレンチ女学園の女教師。左目が隠れている髪形で、よだれかけをつけ、股間にベビー人形を装着している。性格はサディスティック。
ガマグチ先生
第2部・聖ハレンチ女学園の女教師。首から提げたガマグチで、股間を隠している。教師たちの中では子分格で、要領は悪い。うっかりアレキ先生の尻に乗って、彼女の弱点が痔であることを十兵衛に悟らせてしまった。
トルコ帽のようなフェズを頭に乗せ、黒電話のような髪型。
月姫先生
第2部・聖ハレンチ女学園の女教師。タヌキ顔でほっかむり、鼻水を垂らしたちんちくりんの小柄。眉毛が太く「ゲヘッ」が口癖。生徒たちからの人気は壊滅的にない。作者が同時期に連載していた『馬子っこきん太』からの流用キャラクター。 第一部で山岸の同級生役でも出演していた。
女子生徒たち
第2部・聖ハレンチ女学園の生徒。実は、全員が「女学園」という言葉に惹かれて入学した、女装した男たちである私服だがスカートが短い。大半は残念な容貌だが、なかには髪を長く伸ばし目のキラキラした美少女も居る。先生たちは（女性の親衛隊のいるゴム長先生含め）その正体に全く気が付いていない。女子生徒間で気が付いているかは「ハレンチ大浴場」回まで不明。
お下げ髪で女子体操着にブルマ姿の山岸を「おねえさま」と呼ぶ。十兵衛を「きれいな方」と呼び、一緒に学校の風呂「ハレンチ大浴場」に入りたがる。
聖ハレヤカ学園校長
教師となった十兵衛が最初に赴任した学園の校長。ヒゲゴジラの乱入で崩壊した学園の責任を十兵衛に押し付けて、聖ハレンチ女学園に転勤させた。
開かずの間のバケモノ
聖ハレヤカ学園の元教師。ある時、気が狂って女の先生を食い殺そうとしたために、開かずの間に閉じ込められた。ヒゲゴジラの乱入で解放され、マミを襲う。十兵衛に尻にカタナを刺され、逆上してハレヤカ学苑を破壊し尽くした。
必殺医院院長
人体改造マニアの整形外科医。聖ハレンチ女学園に入るために性転換しようと来院した山岸のオ〇ン〇ンをちょん切ろうとして、逆に切られて犬に食われてしまう。
アレキサンダー将軍
アレキ先生の父で、聖ハレンチ女学園がある米軍基地の長官。娘の頼みで、女学園への爆撃命令を出す。
四浦雄一郎
実在の登山家・スキーヤーの三浦雄一郎のパロディキャラクター。ひまやら山登頂を目指すが、「ひまやら山」とうまく発音できず、舌を噛んで死ぬ。

### 第3部
スパゲッティ・ジェーン
新生ハレンチ学園中学部の女教師。マカロニの恋人。マカロニが死んだ日本で、マカロニの敵だった生徒たちに復讐するためにハレンチ学園の教師となる。陸上部と剣道部のけんかに乱入し、真っ先に助っ人の山岸をとっちめた。マカロニと同じくテンガロンハットにポンチョスタイルだが、その下はやはり股間に銃のギリギリのヌード。そのため、「カビゴジラの巻」では自分の陰毛をカビと間違えた。女生徒にも容赦のない冷徹な性格で、「ハレンチ学園祭の巻」では、ヒワイポルノ「悶絶女子中学生真夜中の絶叫！」の監督を務めて、ナミダを無理やりヌードにしている。
『ハレンチゴルファー十べえ』で、マカロニとの間に二人の娘を産んでいたことが判明した。
『西部の用心棒マカロニちゃん』からの流用キャラクターだが、名前は同じでも容姿はかなり異なり、オリジナル版の方は本作ほどには露出度は高くない。
ねんねこ先生（子森先生）
第3部の国語教師。学園には子守に来ていて授業はしない。教師をする前は相撲取りだった。子供を乱暴に扱ってすぐに死なせるので、子作りに帰宅し、授業は自習になる。
インフル先生
第3部の教師。ハレンチ学園では唯一正常な教師だが、いつもインフルエンザでマスクをしていて、声が殆ど聞こえない。しかも教卓の陰に隠れてしまうほど小柄なので、生徒に存在を気づかれない。おかげで授業は生徒が勝手に自習にしてしまって、最後まで何の教科の教師かも分からなかった。
宮本美蔵
第3部の女教師。美貌の二刀流使い。第3部後半から最終回にかけてのラスボス。ナミダちゃんの服を斬る。秘剣「二刀返し（二刀流の燕返し）」の技を持つが、燕を切れたためしがない。兄を倒された復讐のため、十兵衛に果し状を送りつけ、がんりゅう島で対決した。十兵衛に全裸にされて発狂、学園の生徒や先生全員を切りまくって、裸ないしは真っ二つにした。
オッピャイ先生（宮本先生）
第3部の教師。美蔵の実兄。乳丸出しな全裸女のようなマスクを被り、下半身のスタイルはピンクの長靴と手袋のみ、股間も作り物の乳房のカップで男性器を隠している。物陰に隠れてヌードなマスクだけを見せて、純情な生徒をからかうのが趣味の変態である。マスクを取ってもおっぱいのような頭をしているせいで、作者から「たいして変わらんなー」と突っ込まれる。第３部最終回で、発狂した妹・美蔵に上下真っ二つに切られるが、なぜか生きている模様。『平成ハレンチ学園』にも登場、他の先生同様に色情霊となるが、彼だけが法印大子の逆襲に遭って攻められていた。
ナンジャモンジャ先生（土方先生）
第3部の体育教師。徹底的に体を鍛えているため、一年中裸体でも平気。股間には地下足袋を引っ掛けている。「～ナンジャー！」が口癖。初登場回でプールで氷漬けになるも復活、氷怪人となり女子生徒たちを襲った。教師の身でありながら、ナミダちゃんに惚れていることが、「カビゴジラ」事件で発覚した。真っ二つに斬られても根性で死なない。第3部最終回では美蔵に四つに切られても「四分の一がナンジャー!!」と叫んでいた。『平成ハレンチ学園』ではやはり色情霊。
ホッテン先生
第3部の教師。ホッテントット族がモデルの黒人。再登場した時には肌が白くなっていた。
ハレンチン・シュタイン
女子生徒集め（拉致）のために教師たちがチカンの死体をツギハギして作った人造人間。頭に二本の腕があり、キンタマは五つ、ナニは三本ある。手縫いで、ミシンを使わなかったため、糸のほころびが弱点。
ナミダちゃん（波多七美）
第3部の新ヒロイン。ふわふわの金髪で外国人のような外見が特徴。傷つきやすく、すぐに涙を流す。第3部を通して、宿題を忘れて山岸から逆さ吊りに尻叩きのお仕置きを受けたり、氷怪人ナンジャモンジャに胸をしもやけにされたり、カビゴジラに裸にされてカビだらけにされたり、山岸にモヤシ（あそこの毛）を引きちぎられたり、美蔵に水着を斬られ裸にされたりと、散々な目に遭うが、一応、正気は保っていた。しかし、連載終了後の読み切り『ハレンチ学園祭』の巻で、ヒゲゴジラたち教師にむりやりポルノ映画のヒロインにさせられて脱がされたあげく、教師たちをとっちめに行ったはずの山岸が寝返って、映画の宣伝のためにオールヌードにさせられ、公衆の面前で股間を開脚、そのショックのあまり発狂した。『あばしり一家』にゲスト出演したときには山岸の彼女役で山岸と裸で風呂に入って抱き合って、山岸に乳首を触られて喜んでいた。
女神ちゃん（女神サオリ）
第3部「ヒゲゴジラ伝」のヒロイン。ヒゲゴジラと丸ゴシの中学時代の同級生で読書家。その清純な容姿ゆえに二人から思いを寄せられるが、全く相手にする気配もなかった。気が付かぬうちにヒゲゴジラによって裸にされたことを恨みに思って陰湿な復讐を企み、痴漢の冤罪で彼を少年院送りにした。
葉土らん奈
陸上けんか部部長。ツインテールで男勝りの美少女。剣道部とのケンカの助っ人を山岸たちに依頼するも負けてしまい、剣道部に、はいていたパンツを取られてしまう。
ニキビ（思井）、レンズ（天眼）
第3部での山岸の子分たち。第1部で死んだイキドマリの代わりとして出したが、「激マン!」ではキャラとして物足りず「ノって描けなかった」と語っている。
ニキビは長身で顔中がニキビだらけ、山岸と剣道部の助っ人に参上したが、スパゲッティ・ジェーンのヌードに目がくらんで気絶、全く役に立たなかった。
レンズは逆に超小柄で、瓶底メガネをかけている。東北出身らしい訛りがある。基本的に勉強好きだがハレンチ学園では全く授業が成り立っていないことに気づかず、学業は万全だと思い込んでいる。真面目そうに見えて実はかなりの変態。

### その他
校長
第1部後半の校長。つるっばげで素っ裸、白髭でヨダレをたらしており、完全に狂っている。松島精神病院（東京都立松沢病院がモデル）に入院していて、登場はあまりしなかったが、もともとはまともな人物。ハレンチ学園が変態教師や色ボケ生徒たちのせいでとんでもないキテレツ学校に成り果てたのも、校長の不在が一因である。精神病を完治して復帰した時、運悪くハレンチ大戦争が起こっており、あまりの状況に狂い、再度、精神病院に送られた。以降、第2部「ハレンチ女学園」にも第3部「中学部」にも、「校長」に当たるキャラクターは登場しない。
第1部の読み切り第1話「授業参観日の巻」に登場した校長とはキャラクターデザインが異なる別人（こちらの人物は「教頭」表記で再登場する）がいる。

### 『ガリキュラろぼちゃー ド☆キーン』
平源平
ガリキュラ学園のエリート生徒たちのリーダー格で熱血漢の、山岸に代わる本作の新主人公。しかし山岸とは違って、教師たちよりも頭がよく成績も優秀。口調はべらんめえで、授業は真面目に聞かず、勝手に勉強している。ロボチャーになった教師たちに初めこそ怯んでいたが、彼女のしずかちゃんが襲われそうになるのを見て、猛然と戦いを挑む。

### 『平成ハレンチ学園』
銅磨火美子
「晴の地学園」のオカルト研究会(ゴーストバスターズ)会長。ロングヘアーの美少女で、テレキネシスを操る超能力者。学園内での幽霊痴漢事件を、「色情霊」の仕業と断言し、メンバーとともに除霊に挑む。霊が近づくとあそこで敏感に感じることができる。
元ネタは『バイオレンス・ジャック』のスラムクイーン(日野火美子)だが、容姿はかなり異なる。
ミレーヌ大草
オカルト研究会のメンバーで、シスタースタイルの悪魔祓い師(エクソシスト)。フランス人らしい。聖なる十字架が武器だが、色情霊相手ではあまり効果がない。コスプレが萌えると、かえってねんねこの霊に襲われてしまう。元ネタは『あばしり一家』のミレーヌ・ダコタ。
流魅子
オカルト研究会のメンバーの一人。霊破光を放つ宝珠を武器とする、さすらいの祈祷師。元ネタは『デビルマン』のミーコで、オリジナル同様に服をナンジャモンジャに破られて一番の巨乳であることを晒されてしまう。
法印大子
パンクな修行僧。オカルト研究会のメンバーが軒並み色情霊の餌食になる中、彼女だけが逆にオッピャイを攻めていた。元ネタは『あばしり一家』『女番長ほういん大子』のほういん大子。他のメンバーよりも一回り大きいが、マジンガーZより背が高いというオリジナルほどではない。
ドクター地獄(ヘル)
「晴の地学園」の校長室の隠し部屋に潜んで、何かとよからぬ研究を続けている科学者。幽体離脱装置を発明して、ヒゲゴジラたち変態教師を「色情霊」にした。『マジンガーZ』からの流用キャラクター。危険に陥ると「あしゅら〜！」と叫んで誰かに助けを求めていた。
弓さやか、キューティーハニー、雪代小百合、牧村美樹
「晴の地学園」の女生徒たち。それぞれ『マジンガーZ』『キューティーハニー』『凄ノ王』『デビルマン』からの流用キャラクター。みなヒゲゴジラたち色情霊に襲われた。

### 『ハレンチゴルファー十べえ』
あばしり一家
永井豪ギャグマンガのもう一つの代表作『あばしり一家』の悪党一家。あばしり駄エ門(父)、五エ門、直次郎、菊之助、吉三の５人。メインは菊之助(♀)で、十兵衛とゴルフ対決するが、暴走した駄エ門の念力で二人とも全裸にさせられ、百合的な関係になってしまった。
30年前の連載当時は『ハレンチ学園』の集英社と、『あばしり一家』の秋田書店とはライバル関係にあり、競演は叶わなかったが、時を経てようやく出版社の垣根を越えた競演が実現した。
伊母寺小五郎
『迷惑探偵！イボ痔小五郎』からの流用キャラクターだが、役柄としては『イヤハヤ南友』の実況アナウンサーと同様。ゴルフよりもヌードの実況に熱狂している。キレ痔描写はない。南友もモブの一人として登場している。
小屋椰子
同じく『迷惑探偵！イボ痔小五郎』からの性悪探偵団・コヤヤシ少年がモデルだが、『イヤハヤ南友』の中年バージョン・小屋椰子男とほぼ同一人物の解説者。ゴルフの知識は一応はあるようだが、イボ痔同様、試合そっちのけでヌード合戦に狂喜している。
ローラ・フォトチーネ
ゴルフ部の新任女性コーチで、世界を股に駆け巡るプロゴルファー。姿はかつてのスパゲッティ・ジェーンに酷似しているが、ポンチョすら着ない露出狂。ポルノ映画の主演も務めている。実はハレンチ大戦争で戦士したマカロニ・キッドとジェーンとの間に産まれた隠し子。あれから30年が過ぎて妙齢の美女に成長していた。二焼島でのゴルフ部特訓に参加する。
エマヌエル・ラビオリ
スパルタ学園に雇われた女ガンマン。実はローラの姉。別にゴルファーではなく、妹の復讐のためにハレンチ学園のスパルタ学園臨海ゴルフ場合宿に参戦する。イタリアとフランス西部では名の知れたガンウーマンであるようだが、銃の腕前は「数打ちゃ当たる」方式である。
リンゴ、すずめ
山岸、十べえたちのクラスメート。第1部でも似たキャラが登場しているが、初めて名前が判明。
けっこう仮面
顔を隠して体を隠さない、まことにけっこうな正義の味方。永井豪作『けっこう仮面』の主人公。今回はまたもゴルフ勝負に駆り出された高橋真弓の危難に駆けつける。その正体は６人姉妹であるが(『けっこう仮面』参照)、顔出ししたのは面光一だけ。主役の座を取られると焦った十兵衛が、自身も七人目のけっこう仮面に扮したが、スタイル面ではやや劣っていたらしい。
高橋真弓
スパルタ学園の１年生。スパルタ学園も現在はけっこう仮面によって壊滅させられたはずだが、普通に通学しているらしい。妹属性の美少女で、今は面光一(♀)と仲良くなっている。今回の連載でも毎回、けっこう仮面をおびき出す罠として、サタンの足の爪に裸に剥かれて磔にされてしまう。
サタンの足の爪
スパルタ学園の学園長。うちではけっこう仮面に、外ではハレンチ学園とのゴルフ勝負に煮え湯を飲まされて、学園の評判がガタ落ちしているため、仕置き教師以外にも数々の刺客を雇って、ゴルフ勝負にかこつけて十兵衛たちの暗殺を企む。最後はハレンチ学園が用意した磔の高橋真弓に誘われて現れたけっこう仮面に、ヤキトリ魔人の刑に処された。
月田炉墓、般田絶人、甲徹茲遇
スパルタ学園の仕置き教師・恐怖の路暴徒(ロボット)軍団。元ネタはゲッターロボ、マジンガーZ、鋼鉄ジーグ。別に本物のロボットではないので弱い。やられた時の定番「〇〇先生、ごめんなさい」のセリフもない。
シレーヌ泥門、仁面亀男、彩子ジェニー
ゴルフ界の悪魔と恐れられている泥門軍団。サタンの足の爪に雇われて、ハレンチ学園とのゴルフ勝負に参戦した。元ネタは『デビルマン』の悪魔・シレーヌ、ジンメン、サイコジェニー。本物の悪魔ではないが、ゴルフの腕では元ネタ並みの強さを誇る。仁面はハレンチ教師の顔シャツを着ているだけのキャディーだが、彩子はヌードになると元ネタ並みの催眠術を操っている。

## パチンコ台
1999年に三星（現：サンセイR&D）からリリース。

## 小説
コバルト文庫より全3巻。1983年～1984年発行。表紙イラストや挿絵は永井豪が描き下ろしている。

## 映画
- 青春喜劇 ハレンチ学園（1970年・日活）
- ハレンチ学園 身体検査の巻（1970年・ダイニチ映配）
- ハレンチ学園 タックル・キッスの巻（1970年・ダイニチ映配）
- 新・ハレンチ学園（1971年・ダイニチ映配）

|                          | ハレンチ学園       | ハレンチ学園 身体検査の巻 | ハレンチ学園 タックル・キッスの巻 | 新・ハレンチ学園  |
| ------------------------ | ------------------ | ------------------------- | --------------------------------- | ----------------- |
| 公開日                   | 1970年5月2日       | 1970年8月1日              | 1970年9月12日                     | 1971年1月3日      |
| 企画                     | 園田実彦           | 園田実彦 時枝国文         | 園田実彦 時枝国文                 | 園田実彦 時枝国文 |
| 監督                     | 丹野雄二           | 丹野雄二                  | 林功                              | 林功              |
| 監修                     | 阿部進             | 阿部進                    | 阿部進                            | 阿部進            |
| 脚本                     | 山崎巌 鴨井達比古  | 山崎巌 鴨井達比古         | 鴨井達比古                        | 山崎巌 鴨井達比古 |
| 原作                     | 永井豪             | 永井豪                    | 永井豪                            | 永井豪            |
| 撮影                     | 高村倉太郎         | 萩原憲治                  | 山崎善弘                          | 上田宗男          |
| 音楽                     | 山本直純           | 山本直純                  | 鏑木創                            | 鏑木創            |
| 製作                     | 日東プロ＝ピロ企画 | 日活                      | 日活                              | 日活              |
| 配給                     | 日活               | ダイニチ映配              | ダイニチ映配                      | ダイニチ映配      |
| 上映時間                 | 82分               | 85分                      | 83分                              | 82分              |
| 役名                     | キャスト           | キャスト                  | キャスト                          | キャスト          |
| マカロニ（馬加呂仁）     | 宍戸錠             | 宍戸錠                    | 宍戸錠                            | -                 |
| ゲバゲバ                 | -                  | -                         | -                                 | 宍戸錠            |
| ヒゲゴジラ（吉永百合夫） | 藤村俊二           | 高松しげお                | 牧伸二                            | 高松しげお        |
| 甚兵衛                   | 左卜全             | 左卜全                    | 左卜全                            | -                 |
| アルフアタ甚兵衛         | -                  | -                         | -                                 | 左卜全            |
| 丸越（荒木又五郎）       | 小松方正           | 近藤宏                    | 世志凡太                          | -                 |
| パラソル（丸傘丸男）     | 由利徹             | 林家こん平                | 平凡太郎                          | -                 |
| いきどまり（袋小路太郎） | 大谷淳             | 大谷淳                    | 大谷淳                            | 大谷淳            |
| フーセン（風間二郎）     | 渡辺史郎           | アタック・一郎            | アタック・一郎                    | アタック・一郎    |
| 十兵衛（柳生みつ子）     | 児島美ゆき         | 児島美ゆき                | 児島美ゆき                        | -                 |
| 二代目柳生十兵衛         | -                  | -                         | -                                 | 渡辺やよい        |
| 柳生宗成                 | なべおさみ         | 小笠原章二郎              | 河上喜史朗                        | -                 |
| 柳生勝子                 | ミッキー安川       | 榎木兵衛                  | 榎木兵衛                          | -                 |
| 柳生只則                 | 十朱久雄           | なべおさみ                | 大泉滉                            | -                 |
| 柳生弥生                 | 武智豊子           | 武智豊子                  | 武智豊子                          | -                 |
| オヤビン（山岸八十八）   | 雷門ケン坊         | 小宅まさひろ              | 千葉裕                            | 千葉裕            |
| 山岸大八                 | 石井均             | 石井均                    | 正司玲児                          | -                 |
| 山岸ハナ                 | 小桜京子           | 小桜京子                  | 正司敏江                          | 福田トヨ          |
| 山岸マミ                 | -                  | 池田ひろ子                | 池田ひろ子                        | 中島真智子        |
| あゆ子（佐藤あゆ子）     | 星野みどり         | 星野みどり                | -                                 | -                 |
| あけみ（田中あけみ）     | 倉園朱美           | 倉園朱美                  | -                                 | -                 |
| ひろ子（西野ひろ子）     | 増田ひろ子         | 増田ひろ子                | 増田ひろ子                        | -                 |
| 校長                     | 上田吉二郎         | -                         | -                                 | 雪丘恵介          |
| 西尾みどり               | うつみみどり       | -                         | -                                 | -                 |
| 警官                     | 小松政夫           | -                         | -                                 | -                 |
| 木戸                     | 大泉滉             | -                         | -                                 | -                 |
| 白坂                     | -                  | 藤村有弘                  | -                                 | -                 |
| 依田圭子                 | -                  | 伊藤るり子                | -                                 | -                 |
| シスター・アントワーヌ   | -                  | 真理アンヌ                | -                                 | -                 |
| シスター・エミリー       | -                  | 宮川和子                  | -                                 | -                 |
| 月亭可朝                 | -                  | 月亭可朝                  | -                                 | -                 |
| 虎子                     | -                  | -                         | 鳳啓助                            | -                 |
| 京太                     | -                  | -                         | 京唄子                            | -                 |
| 母親                     | -                  | -                         | 宮地晴子                          | -                 |
| とも子                   | -                  | -                         | 中川みなみ                        | -                 |
| 酷税庁の役人             | -                  | -                         | 新山ノリロー                      | -                 |
| 酷税庁の役人             | -                  | -                         | 新山トリロー                      | -                 |
| みどり                   | -                  | -                         | 宮野リエ                          | -                 |
| 蝶ネクタイの男           | -                  | -                         | 南州太郎                          | -                 |
| 春菊                     | -                  | -                         | -                                 | 大泉滉            |
| サンタクロース           | -                  | -                         | -                                 | 常田富士男        |
| シルクハット             | -                  | -                         | -                                 | E・H・エリック    |
| 料理人・敏江             | -                  | -                         | -                                 | 正司敏江          |
| 料理人・玲児             | -                  | -                         | -                                 | 正司玲児          |
| コータロー               | -                  | -                         | -                                 | 海野かつを        |
| 初子                     | -                  | -                         | -                                 | 増田ひろ子        |
| 良子                     | -                  | -                         | -                                 | 秋とも子          |
| 郵便配達                 | -                  | -                         | -                                 | 玉井謙介          |
| ゲバ子                   | -                  | -                         | -                                 | 森みどり          |
| 友子                     | -                  | -                         | -                                 | 原田千枝子        |
| 泥棒                     | -                  | -                         | -                                 | 桂三枝            |
| 教育大臣                 | -                  | -                         | -                                 | 三遊亭円楽        |
| カバゴン                 | -                  | -                         | -                                 | 阿部進            |

### 製作
当時の週刊誌による作品紹介では、「話題となった永井豪のマンガ映画化。大人と子供、先生と生徒の"断絶"をカリカチュアライズした喜劇。日本テレビ"ロンパールーム"の"先生"だったうつみ・みどりがハレンチ学園の"先生"として主演」（原文まま）と書かれている。
初代十兵衛・児島みゆきが「まくられるのはもうイヤ！」と駄々をこね降板したため、二代目十兵衛には、同じ東映児童演劇研修所で、児島とも仲が良かった渡辺やよいが抜擢された。渡辺は監督に「なんならパンティも脱ぎましょうか？」などと進言する度胸の良さであったが、本作出演により、高校を退学処分になった。
『ハレンチ学園 身体検査の巻』で使用されたモラル・マイナス・ワンの『ハレンチ学園・身体検査』は要注意歌謡曲指定制度において放送禁止となるAランク指定を制度が失効する1988年まで受け続けた。

## OVA
1996年、OVA(アダルトアニメ)『平成ハレンチ学園』がVHSで発売。後にDVDで再販。ビデ倫により成人指定を受けているため18歳未満は視聴不可。

### キャスト
※アダルト作品のため、声優は公表されていない。

### スタッフ
- 原作：永井豪
- 総合プロデューサー：乱交太郎
- プロデューサー：大宮三郎、山崎良彦
- 脚本：寺田憲史
- 絵コンテ：野間吐晶
- 演出：小林浩一
- キャラクターデザイン：大野君代
- 作画監督：浜須田星子
- 原画：佐々木様、邪美兎、都波九郎、織楠青浪、越地英夫、千葉麻厘、花輪弘昌、鈴木一男
- 動画チェック：大栄たか子
- 動画：大川明日香、大矢荼降太、谷口刀主、瀬賀佐多子、夜野尾和
- 色指定：久保田明美
- 特殊効果：菅原利香
- 仕上：李容姫
- 検査：船田圭一
- 美術監督：山口昌恭
- 背景：斉藤信二、坂本和美、石塚弘美、和田道江
- 撮影監督：斎藤秋男
- 撮影：松澤浩之、小林愼吾、喜多敏雄、和泉俊之
- 音楽：BANG HEADS
- 主題歌「OK!!ハレンチ学園」
  - 作詞：伴春作
  - 作曲：BANG HEADS
  - 歌：卯輪茶
- 音響監督：高桑一
- 音響プロデューサー：飯塚康一
- 音響効果：高木良行（スワラプロ）
- 録音調整：蝦名恭範
- 録音スタジオ：KSSスタジオ
- ポジ編集：尾形治敏、伊藤勇喜子
- ネガ編集：中溝哲生
- VTR編集：西船長太郎
- 現像：イマジカ
- 宣伝担当：桜井久
- デザインワークス：RYO
- タイトル：マキ・プロ
- 制作担当：鈴木直仁
- 制作デスク：赤堀由佳
- 制作進行：岩村健一
- 協力：スタジオボギー、アテネアートスタジオ、A・クリエイション、星山企画
- アニメーション制作：ワイズガイ
- 監督：野間吐晶
- 製作：ピンクパイナップル

## 映像ソフト
映画
- ハレンチ学園（DVD）（2008年3月14日、日活 DVN-177）
- ハレンチ学園 身体検査の巻（DVD）（2008年3月14日、日活 DVN-178）
- ハレンチ学園 タックル・キッスの巻（DVD）（2008年3月14日、日活 DVN-179）
- 新ハレンチ学園（DVD）（2008年3月14日、日活 DVN-180）
- ハレンチ学園・ズビズバDVD-BOX（4枚組）（2008年3月14日、日活 DVN-1025）
  - 上記4作をセットにしたDVD-BOX

テレビドラマ
- ハレンチ学園 DVD-BOX大作戦（実写版）（7枚組）（2003年3月21日、発売：ハピネット・ピクチャーズ/販売：テレビ東京メディアネット BIBJ-9063）
- 昭和の名作ライブラリー第32集 ハレンチ学園　コレクターズDVD <デジタルリマスター版>(3枚組) （2018年6月29日、発売：株式会社ベストフィールド）

オリジナルビデオ
- 平成ハレンチ学園（VHS）（1996年2月2日、徳間ジャパンコミュニケーションズ TKVU-61135）

OVA
- 平成ハレンチ学園（VHS）（1996年3月1日、ピンクパイナップル JSVA-52849）
  - （DVD）（2007年2月23日、ピンクパイナップル JDXA-56019）